# 陳鳴鶴
陳鳴鶴（？—？），字汝翔，號泡庵，福建侯官人，明朝诗人。

## 生平
生卒年不詳。早年為諸生。淡泊功名，不事科舉，好詩詞歌賦，與徐熥、謝肇淛、曹學佺等人結社吟詠。中年隱居柯嶼，忘情於山水。晚年迫於生計，曾遠赴建陽校書，後來又返柯嶼，專心著述。又曾赴惠州謀事。萬曆四十四年，修纂《永福縣誌》六卷。著有《泡庵詩選》6卷、《田家儀注》1卷、《東越文苑》6卷、《田家月令》1卷、《閩中考》1卷、《晉安逸志》3卷等。